# 大手町川端緑道
大手町川端緑道（おおてまちかわはたりょくどう、Otemachi Riverside Promenade）は、東京都千代田区を流れる日本橋川沿いに整備された全長約780mの歩行者専用道路。千代田区道。沿線には旧江戸城外堀の石積みなどがみられる親水空間。
緑道には外濠石積の保存のほか、江戸小紋を用いた舗装パターンや鎌倉河岸跡などのまちの記憶の演出から、風車やLEDをつかっての環境配慮、広場空間の確保による賑わいの演出などの工夫が凝らされている。
大手町川端緑道に竣工当初から展開するキッチンカー/フードトラックが集まる「大手町川端フードガーデン」は、平日のランチスポットとなっている。またドッグパークなども展開している。
2022年10月には、一般社団法人大手町歩専道マネジメントと三菱地所が大手町川端緑道の未来の空間活用を見据え、神田と大手町を繋ぐ場所としての外空間の居方を検証するための社会実験「BATON PARK－KAWABATA-RYOKUDO－」が、大手町仲通りで実施されている。

## 諸元
住所：東京都千代田区大手町1丁目から2丁目 日本橋川沿い
規模：9,120平方メートル 道路幅員6から12メートル、全長約780メートル
竣工：2014年3月
事業主：UR都市機構
事業主体：千代田区
設計：プレイスメディア、岩井達弥光景デザイン事務所